# (8313) Christiansen
(8313) Christiansen (1996 YU1) – planetoida z grupy pasa głównego asteroid okrążająca Słońce w ciągu 4,22 lat w średniej odległości 2,61 au. Odkryta 19 grudnia 1996 roku.